# Nati nel 1472
| Questa pagina contiene informazioni ricavate automaticamente dalle voci biografiche con l'ausilio del template Bio e di un bot. L'aggiornamento è periodico e automatico e ricostruisce completamente la pagina. Se manca una persona in questa lista, sei pregato di non aggiungerla, ma accertati piuttosto che la sua voce biografica contenga il template Bio e che i dati anagrafici siano correttamente compilati. Se il template Bio manca, inseriscilo tu stesso o, in alternativa, metti l'avviso {{tmp\|Bio}} che ne segnala la mancanza. Se i dati riportati sono sbagliati, correggi direttamente la voce biografica; le modifiche saranno visibili in questa lista entro pochi giorni. Per chiarimenti vedi il progetto biografie. La lista contiene solo le 38 persone che sono citate nell'enciclopedia e per le quali è stato implementato correttamente il template Bio. Pagina aggiornata al 2 mag 2025. |

- 24 gennaio - Guidobaldo da Montefeltro, militare italiano († 1508)
- 15 febbraio - Piero il Fatuo, politico e militare italiano († 1503)
- 28 marzo - Fra Bartolomeo, pittore italiano († 1517)
- 31 marzo - Pietro di Aragona, principe italiano († 1491)
- 5 aprile - Bianca Maria Sforza, nobile italiana († 1510)
- 26 maggio - Juan Pardo de Tavera, cardinale e arcivescovo cattolico spagnolo († 1545)
- 31 maggio - Eberhard von der Mark, cardinale e vescovo cattolico tedesco († 1538)
- 10 luglio - Maddalena Gonzaga, nobile italiana († 1490)
- 11 agosto - Niccolò Schomberg, cardinale e arcivescovo cattolico italiano († 1537)
- 10 settembre - Niccolò di Piero Capponi, politico italiano († 1529)
- 1º ottobre - Filippo Beroaldo il Giovane, umanista e bibliotecario italiano († 1518)
- 19 ottobre - Giovanni Luigi di Nassau-Saarbrücken, sovrano tedesco († 1545)
- 31 ottobre - Wang Shouren, filosofo e funzionario cinese († 1529)
- 22 novembre - Pietro Torrigiano, scultore e medaglista italiano († 1528)
- 7 dicembre - Antongaleazzo Bentivoglio, italiano († 1525)
- 10 dicembre - Anne de Mowbray, VIII contessa di Norfolk, nobile britannica († 1481)
- Louis d'Armagnac, generale francese († 1503)
- Carlo Bembo, nobile († 1503)
- Bianca di Monferrato, nobile italiana († 1519)
- Girolamo Bonsignori, pittore italiano († 1529)
- Pedro Luis de Borja Llançol de Romaní, cardinale spagnolo († 1511)
- Roberto Boschetti, condottiero italiano († 1529)
- Bernardino Carafa, patriarca cattolico italiano († 1505)
- Giovanni Corsi, umanista e diplomatico italiano († 1547)
- Lucas Cranach il Vecchio, pittore e incisore tedesco († 1553)
- Federico Crisogono, astronomo e matematico italiano († 1538)
- Elena Duglioli, mistica italiana († 1520)
- Marcantonio Epicuro, poeta e commediografo italiano († 1555)
- Lazzaro Grimaldi, pittore italiano
- Esteban Gabriel Merino, cardinale e patriarca cattolico spagnolo († 1535)
- Alfonsina Orsini, nobildonna italiana († 1520)
- Raffaello Petrucci, cardinale e vescovo cattolico italiano († 1522)
- Ludovico I Pico, nobile e condottiero italiano († 1509)
- Ramathibodi II, sovrano siamese († 1529)
- Christoph Schappeler, religioso svizzero († 1551)
- Simonino di Trento, italiano († 1475)
- Battista Spinola, doge († 1539)
- Carlotta di Rethel, nobile francese († 1500)